# (2399) Terradas
(2399) Terradas és un asteroide descobert el 17 de juny de 1971 per l'astrònom argentí Carlos Ulrico Cesco des del Complex Astronòmic d'El Leoncito a San Juan (Argentina). Anteriorment se'l coneixia per la designació provisional 1971 MA.
Anomenat en memòria del català Esteve Terradas i Illa (1883-1950), físic i matemàtic i professor de les universitats de Saragossa, Barcelona, La Plata, Buenos Aires i Madrid, el qual, a la seva etapa argentina (1936-39), va col·laborar a l'Observatori Astronòmic d'aquell país.